# Administraciones de Óscar Arias
Las administraciones no consecutivas de Óscar Arias Sánchez fueron dos gobiernos constitucionales de Costa Rica: en el período 1986-1990 y en el período 2006-2010.

## Primera administración
Arias aplicó medidas económicas destinadas a bajar la deuda externa del país. Sin embargo, sus esfuerzos también iban encaminados a encontrar la paz en América Central, que estaba siendo golpeada por las guerrillas en ese entonces, y la inestabilidad política que causaban en toda la región los roces entre Estados Unidos y el Gobierno Sandinista de Nicaragua, en plena Guerra Fría Tal intervención incrementó el rigor de una guerra civil que ya había cobrado más de 100 mil vidas en Guatemala, y agravó la inestabilidad política en El Salvador, al mismo tiempo que creó fuertes tensiones fronterizas entre Nicaragua y sus países vecinos, Honduras y Costa Rica.
Arias, convocó a los presidentes de El Salvador, Guatemala, Honduras y Nicaragua con el fin de llevar adelante el proceso de pacificación, iniciado por el Grupo de Contadora, proceso que había quedado paralizado debido al conflicto civil en Panamá y a las tensiones entre Estados Unidos y Nicaragua, antes mencionadas.
Dicho proceso vio luz en Guatemala con la firma del denominado Plan Arias para la Paz el 7 de agosto de 1987, acuerdo que también se le conoce como el Acuerdo de Esquipulas. Sus esfuerzos pacificadores fueron reconocidos internacionalmente cuando le fue otorgado el Premio Nobel de la Paz ese año, y posteriormente, en 1988, el Premio Príncipe de Asturias de Cooperación Internacional.
Costa Rica mantuvo la ventaja en la región de ser un país con una economía sana y un alto nivel de vida en la que el producto interno bruto experimentó como promedio un incremento del 5% anual
durante su primer administración Arias llevó adelante en varias oportunidades intentos de modificar la Constitución Política de Costa Rica para que se permitiera su  reelección presidencial, la cual estaba expresamente prohibida por reforma constitucional del 11 de julio de 1969 del artículo 132 de la constitución. Primero intentó hacerlo por medio de la Asamblea Legislativa pero por este medio fracasó, sin siquiera el apoyo de su partido. Luego por medio de un recurso interpuesto por Arias ante la Sala Constitucional de la Corte Suprema de Justicia, fundada en 1989,3 que fue rechazado.
Sobre este hecho Guido Sáenz exministro de Cultura y miembro del mismo partido de Arias tiempo después hace estas polémicas declaraciones en su libro autobiográfico Piedra Azul, Atisbos de mi Vida, textualmente dice lo siguiente: “Lo llamé (refiriéndose a Óscar Arias) en cuanto me enteré de la catástrofe (el fallo negativo de la Sala Constitucional), y me dijo: Guido, yo estaba cien por cien seguro que me pasaban la reforma. Tenía la promesa de cuatro magistrados, uno me traicionó.

## Segunda administración

### Proceso del TLC
La aprobación del Tratado de Libre Comercio (TLC) con Estados Unidos fue otro punto de polémica durante su segunda administración.
Negociado y suscrito por su antecesor Dr. Abel Pacheco, El Gobierno Pacheco concluyó sin haber enviado el DR-CAFTA a su ratificación al Poder Legislativo. En la campaña electoral el tratado fue tema constante de discusión, diciendo claramente Arias Sánchez que estaba a favor del mismo. El estrecho margen por el que fue elegido presagiaba la aguda división que generaría el DR-CAFTA.
A pesar de contar con los votos para obtener la aprobación legislativa, las continuas tácticas dilatorias de los partidos opositores amenazaban con volver imposible la ratificación a tiempo del tratado. .
Durante este período, Oscar Arias estuvo también envuelto en la polémica, debido al Memorándum del miedo, documento redactado por Kevin Casas Zamora y por el primo hermano de Oscar Arias, Fernando Sánchez. En este memorándum dirigido a Oscar Arias, se detallan acciones que se debían poner en marcha para lograr el gane del Sí al TLC, acciones que reñían con la legalidad y definitivamente con la ética de la función pública, como por ejemplo presionar a los alcaldes para que ejercieran presión en sus cantones (o sino se les castigaría con el presupuesto), gestionar un receso legislativo y promover visitas de gestores legislativos a los pueblos para promover el TLC, usando así recursos públicos para hacer proseletismo político. Oscar Arias fue fuertemente criticado por no tomar ninguna acción en contra de este plan. Por el contrario, fue criticado por poner en marcha algunas de esas tácticas en una entrevista hecha por la periodista Pilar Cisneros.
Arias uso recursos públicos para apoyar el TLC, prometiendo mentiras al pueblo y amenazando a los más trabajadores con despidos.
Finalmente la idea del referéndum ganó adeptos, para los opositores impedía que la mayoría legislativa se impusiera, para quienes lo apoyaban imponía una resolución, y para la gran mayoría de los costarricenses simplemente resolvía el dilema con el voto lo que disminuía el riesgo de la violencia.
Un disputado proceso lleno de acusaciones de un lado y de otro, culminaron en una masiva participación popular el día del referéndum.
Finalmente el DR-CAFTA se aprobó en el referendo del 7 de octubre de 2007, con un cerrado margen de 51% a favor y 48% en contra.

## Críticas y controversias

### Óscar Arias y el Neoliberalismo
Óscar Arias Sánchez es considerado por sectores del país como el introductor, en su periodo de 1986 – 1990, del neoliberalismo, política que consideran que no solo no dio los resultados prometidos en ese momento, sino que deterioró las condiciones de vida de un sector importante de la población, y al amparo de estas políticas de apertura y privatización se dieron concesiones al sector privado desfavorables para el país.
- Un ejemplo de esto es el caso Millicom, en el cual Óscar Arias Sánchez firmó el 4 de diciembre de 1987, el decreto N° 268 en el cual le concesionó, a la empresa COMCEL subsidiaria de Millicom en Costa Rica, la telefonía celular, cuando las telecomunicaciones en ese momento eran un monopolio estatal en Costa Rica. Este hecho fue declarado, años más tarde, inconstitucional por la Sala Constitucional. Este fue el primer intento de abrir ese monopolio.
- Otro intento de privatización en el Instituto Costarricense de Electricidad (ICE), ocurrido durante la administración 1986–1990, fue la creación de la Empresa Costarricense de Telecomunicaciones (ECOTEL), proyecto que consistió en la venta de acciones del Instituto Costarricense de Electricidad (ICE). Este último en la nueva empresa ECOTEL tendría el 40% de las acciones y se le dejaría al sector privado el resto. Este proyecto fue aprobado por la junta directiva del ICE de la administración 1986-1990, pero tuvo que ser archivado ante la resistencia de sectores de la sociedad costarricense.
- Fue también en la primera administración de Arias, cuando se aprobó la Ley 7200, que autoriza la generación eléctrica privada. Esta ley permite que empresas privadas le vendan energía al Estado, generando una baja en los ingresos estatales, con tarifas calificadas como ilegales por la Contraloría General de la República en su informe N° 90-2000 de abril del año 2000. En el año 2003 se firmó, al amparo de la Ley 7200, un contrato de venta de electricidad entre el ICE y el Ingenio Taboga, propiedad de Óscar Arias.
- Durante su segundo mandato promueve a Costa Rica para que empresas lleguen al país y se instalen bajo condiciones favorables del régimen de zonas francas, creando empleos, tal como lo promete en su campaña electoral. Cabe destacar que él es propietario de una de las zonas francas que abre en este periodo, por lo que esas empresas se instalan y el percibe parte del beneficio.[9][10][11][12]